# Dorfkirche Nesenitz

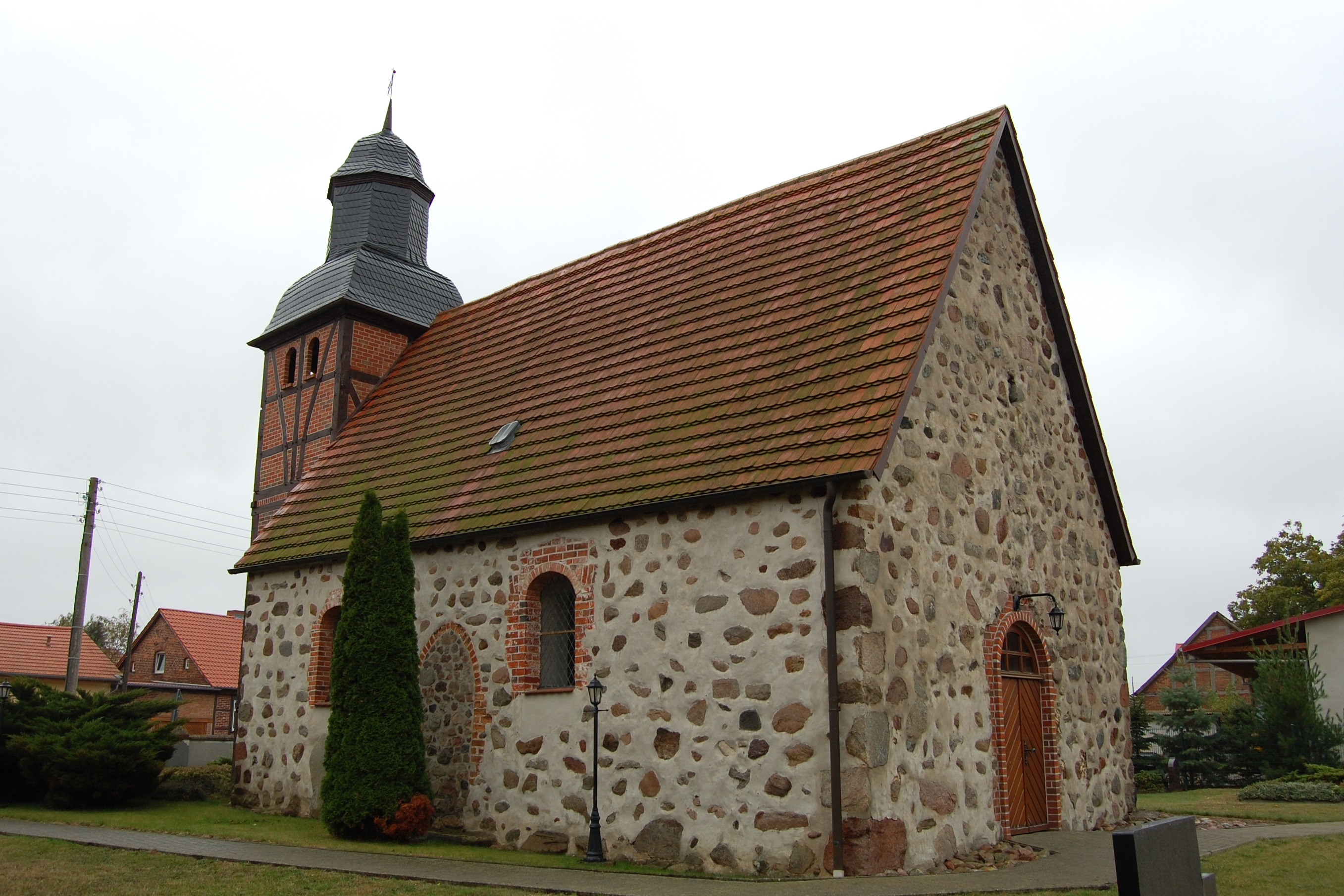
Dorfkirche Nesenitz

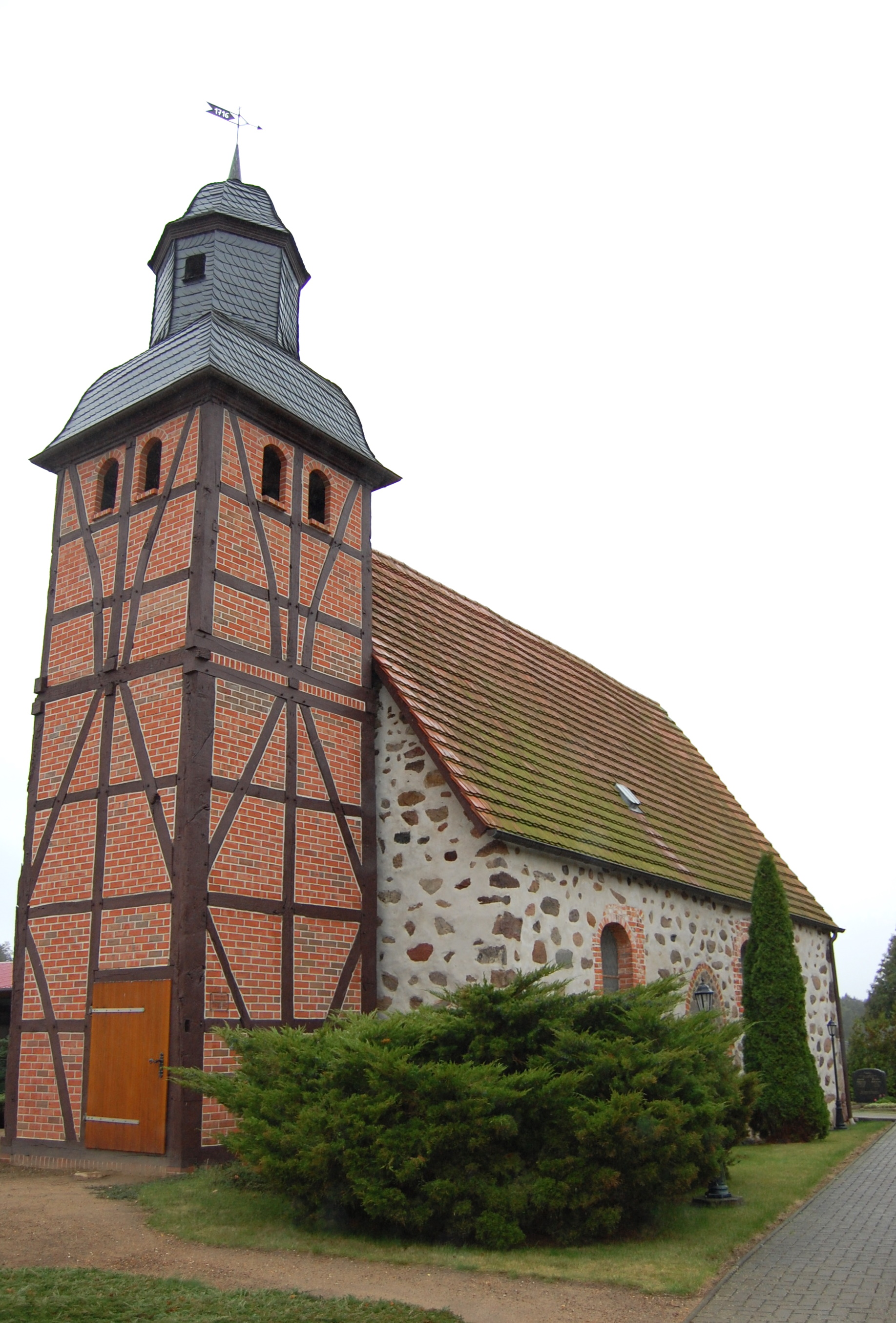
Blick auf die Ostseite

Die Dorfkirche Nesenitz ist die evangelische Kirche des zu Klötze gehörenden Dorfes Nesenitz. Sie gehört zu den sieben sogenannten verkehrten Kirchen der Altmark, bei denen sich der Kirchturm statt wie üblich auf der West- auf der Ostseite des Kirchenschiffs befindet.
Die Gemeinde gehört zum Pfarrbereich Klötze im Kirchenkreis Salzwedel der Evangelischen Kirche in Mitteldeutschland.

## Architektur
Die aus Feld- und Backsteinen auf rechteckigem Grundriss errichtete kleine Kirche wurde 1489 geweiht. Ein vermauertes spätgotisches ist in der nördlichen Wand des Schiffs erkennbar. Östlich des Kirchenschiffs wurde 1716 ein in Fachwerkbauweise ausgeführter Turm mit quadratischem Grundriss gebaut. Bekrönt wird der Turm von einer schiefergedeckten achteckigen Schweifhaube.
Sanierungen der Kirche fanden zuletzt 1981 und 1998 statt. Bei der Sanierung von 1981 erhielt der Kirchturm auch eine neue Wetterfahne.

## Innenausstattung
Das Kirchenschiff ist mit einer flachen Holzbalkendecke gedeckt. An der Westseite befindet sich eine auf das Jahr 1697 datierte Empore mit Brüstung. Bemerkenswert ist ein kleines Schnitzretabel aus der Zeit um 1500. Im Mittelschrein ist die Muttergottes mit Strahlenkranz, umgeben von den Heiligen Katharina, Anna selbdritt, Margareta und Stephanus. In den Flügeln des Schreins sind die zwölf Apostel in zwei Reihen dargestellt. In der Kirche befindet sich auch ein kleiner barocker Orgelprospekt. Die Taufschale stammt aus dem Jahr 1785 und wurde von Georg-Heinrich Schultze gespendet. Die noch heute in Benutzung befindlichen Abendmahlsutensilien sind eine Stiftung der Kirchenpatronin Gräfin von der Schulenburg. Der im Nachhinein elektrifizierte Kronleuchter geht auf eine Spende eines Christoph Plath zurück.